# ピグマリオン (UVERworldの曲)
「ピグマリオン」は、UVERworldの41枚目のシングル。2022年8月17日にgr8!recordsより発売された。

## 背景とリリース
前作『AVALANCHE』からおよそ9ヶ月ぶりとなるシングル。リリースの発表は2022年7月6日にTikTokライブで行われた。2024年現在、MVは公開されていない。
初回生産限定盤（Blu-ray付属）・通常盤（CDのみ）の2形態で発売。Blu-rayの付属は、UVERworldのシングルで初となる。
| 形態           | 規格       | 規格品番     |
| -------------- | ---------- | ------------ |
| 初回生産限定盤 | CD+Blu-ray | SRCL-12238~9 |
| 通常盤         | CD         | SRCL-12240   |

## 収録内容
| 全作詞・作曲: TAKUYA∞、全編曲: UVERworld & 平出悟。 |                                 |         |            |      |
| #                                                   | タイトル                        | 作詞    | 作曲・編曲 | 時間 |
| 1.                                                  | 「ピグマリオン」                | TAKUYA∞ | TAKUYA∞    | 4:38 |
| 2.                                                  | 「BVCK」                        | TAKUYA∞ | TAKUYA∞    | 3:50 |
| 3.                                                  | 「ピグマリオン (instrumental)」 | TAKUYA∞ | TAKUYA∞    | 4:38 |
| 4.                                                  | 「BVCK (instrumental)」         | TAKUYA∞ | TAKUYA∞    | 3:50 |
| 合計時間:                                           | 合計時間:                       | 16:57   |            |      |

| #  | タイトル                                 | 作詞 | 作曲・編曲 |
| -- | ---------------------------------------- | ---- | ---------- |
| 1. | 「Behind The Scenes of Visual Shooting」 |      |            |

### 楽曲解説
ピグマリオン
人間は期待された通りに成果を出す傾向があるとされるピグマリオン効果がタイトルの由来。その願いが楽曲に込められている。歌詞には「人の悲しみとか本当の痛みとかを、自分が強くなりすぎてわからない奴になりたくない」と葛藤する自身の想いを込めたとした。2022年7月6日、Zepp Sapporo公演で初披露された。2023年5月19日放送の「ミュージックステーション」にてテレビ初披露された。
BVCK
読みは「バック」。2022年秋冬におけるアリーナツアーの一部公演にてライブ初披露された。